# Bulbine lolita
Bulbine lolita är en grästrädsväxtart som beskrevs av Steven A. Hammer. Bulbine lolita ingår i släktet bulbiner, och familjen grästrädsväxter. Inga underarter finns listade i Catalogue of Life.